# Jason (1770)
La Jason era una fregata da 36 cannoni in servizio nella marina olandese tra il 1770 e il 1796. Consegnata dai proprio equipaggio dai britannici nel 1796 fu incorporata nella Royal Navy con il nome di HMS Proselyte prestandovi servizio sino al settembre 1801.

## Storia
Realizzata per contro dell'Ammiragliato di Rotterdam presso il cantiere navale di Rotterdam nei Paesi Bassi, sotto la guida del costruttore Jan Salomonszoon van den Tempel, nel 1770, venne varata nello stesso anno entrando inizialmente il servizio dell'Ammiragliato di Amsterdam con il nome di Jason. Nel 1777, durante la guerra d'indipendenza americana, prestò servizio in una squadra navale al comando dello schout-bij-nacht Lodewijk Graaf van Bylandt (ca. 1718-1793) mandata a sorvegliare i possedimenti olandesi nelle Antille e sulle coste della Guiana. Compito di Graaf van Bylandt era la protezione del traffico mercantile olandese neutrale dai corsari e l'invadenza della Royal Navy britannica. Durante questo periodo, la Jason venne utilizzata, tra l'altro, al largo della colonia olandese di Demerara in quella che oggi è la Repubblica della Guiana. Tra il 1781 e il 1782 fu al comando del capitano tenente Samuel Story.
Nel 1796, al comando del capitano Gerardus Donckum, faceva parte di una formazione navale olandese al comando del contrammiraglio Engelbertus Lucas composta dai vascelli Dordrecht (nave ammiraglia, 66 cannoni), Revolutie (capt. Jan Rhynbende , 66 cannoni), Van Tromp (capt. Jan Valkenburg, 54 cannoni), dalle fregate Cashtor e Braave (40 cannoni), Siréne (26 cannoni) e Bellona (24 cannoni), dallo sloop Havik (18 cannoni), e dalla nave magazzino Vrouwe Maria.
Poco dopo aver lasciato Texel per l'Oceano Atlantico, il 6 marzo 1796, lo squadra diretta alla Colonia del capo sotto il comando di Lucas fu colta da una violenta tempesta. La Jason rimase gravemente danneggiata dall'uragano e dovette riparare a Trondheim, in Norvegia, dove fu sottoposta a lavori di raddobbo.    Quando la fregata, con un equipaggio di oltre 200 uomini, lasciò Trondheim, Il 31 maggio 1796 catturò e affondò la nave mercantile britannica Maryann, che era in viaggio da Nevis a Greenock, nel Renfrewshire.
Dopo questa azione, il 4 giugno 1796 si verificò un ammutinamento a bordo. Gli ammutinati, tra i quali presumibilmente alcuni seguaci del partito sostenitore dell'ex statholder, ma anche marinai e mercenari stranieri, riuscirono ad impadronirsi della nave, armata con 36 cannoni, che navigò in direzione della Gran Bretagna, dove giunse l'8 giugno nel porto della città costiera scozzese occidentale di Greenock. Lì gli ammutinati consegnano la Jason al capitano John K. Pulling, del brigantino da 18 cannoni Penguin, che accettò la resa degli ammutinati. Per sostituire l'equipaggio, più di 200 persone, fu fatto arrivare da Glasgow un contingente del Reggimento  Sutherland Fencibles.  Data la situazione tesa dopo tre anni di guerra tra la Gran Bretagna e la Francia rivoluzionaria, la fregata, rinominata HMS Proselyte, entrò in servizio nella Royal Navy nel settembre successivo, come fregata da 32 cannoni al comando del captain John Loring. La nave era armata con ventisei cannoni da 12 libbre e sei cannoni da 6 libbre. Poco dopo il suo incarico, il 20 febbraio 1797, salpò per la Giamaica, dove una volta arrivata il 4 giugno catturò il corsaro francese Liberté da 6 cannoni che aveva solo 13 uomini a bordo in quanto il resto dell'equipaggio era impiegato sulle navi catturate.
Nel dicembre 1798 il comando della fregata venne assunto dal neo promosso post-captain George Fowke, che aveva ricevuto il grado il 9 luglio 1798.
Nell'agosto 1799 partecipò alla cosiddetta "Spedizione di Den Helder", un tentativo fallito della Gran Bretagna e del l'Impero russo di invadere la Repubblica Batava. Il giorno 8 agosto i britannici catturarono le navi olandesi Drotchterland e Brooderschap, e quelle militari Helder, Venus, Minerva, e Hector a New Diep. La cattura di così tante navi fruttò agli equipaggi britannici una consistente somma di denaro, quando la normale quota di un marinaio era di 6 scellini e 8 durham, corrispondenti a circa 5 giorni di paga. La fregata era presente anche alla resa delle navi della Marina batava nel corso dell'incidente di Vlieter Anche questa resa fruttò agli equipaggi una consistente somma di denaro che non fu riportata dalla London Gazette
Il 28 agosto la Proselyte catturò lo hoy prussiano Zeeluft. L'11 ottobre 1800 la Proselyte e il cutter armato Fly catturarono il Proteus. Qualche giorno dopo la fregata catturò il cutter francese Victor et Natalie, di Le Havre che stava navigando in zavorra da Dieppe a Cancale. Il 1 dicembre le fregate Loire, Proselyte, e il cutter Fly catturarono il brigantino danese Fortuna. La Proselyte, al comando di Fawke, salpò per le isole Sottovento nel febbraio 1801.
Nel mese di marzo la Proselyte partecipò all'attacco riuscito del contrammiraglio John Thomas Duckworth alle isole di Saint-Barthélemy e Saint Martin.
La Proselyte , lo sloop-of-war Hornet e la Drake rimasero a St. Martin per proteggere l'isola e imbarcarne la guarnigione il 26 marzo, mentre il resto delle forze di Duckworth andarono a Saint Thomas.
Duckworth ordinò a Proselyte e Hornet di sostotuire la Unite nel compito di proteggere le due isole appena catturate in modo che la Unite potesse scortare i prigionieri in Martinica e organizzare e scortare un convoglio da lì per la Gran Bretagna.
La Proselyte era al comando temporaneo del tenente Henry Whitby che sostituiva l'assente Fawke. Il 4 settembre 1801, durante un viaggio da Saint Chistopher al porto di Sint Maarten, la nave colpì il "Man of War Shoal" in vista di Philipsburg affondando. L'equipaggio della fregata, oltre 200 persone, fu rapidamente soccorso dalle barche salpate da Philipsburg che trassero tutti in salvo. I due ufficiali britannici più alti in grado presenti a bordo vennero deferiti alla corte marziale, che si tenne a bordo del vascello Magnanime a Port Royal, Martinica, il 7 novembre 1801. Il tribunale dichiarò Whitby colpevole di negligenza per non aver tenuto conto dell'avvertimento sul pericolo della barriera corallina, e lo condanno alla retrocessione nel grado. L'ufficiale addetto alla navigazione, Luke Winter, fu congedato con disonore dalla Royal Navy.
Il relitto della Proselyte si trova a 15 m di profondità, appena oltre la foce della Great Bay a Philipsburg. Sono visibili numerosi cannoni, barre di zavorra, cerchi di barili e tre ancore sparsi intorno al relitto sul fondo dell'oceano, tutti pesantemente incrostati di corallo, cosa ha reso il "Proselyte Reef" un popolare sito di immersione. Il Museo di Sint Maarten ha messo in mostra molti manufatti recuperati dalla Proselyte.